# Gabriel Hargues
Pour le chef vendéen durant la Révolution, voir Augustin de Hargues.
Gabriel Hargues, né le 20 avril 1904 à Tarnos et mort le 7 juillet 1982 à Bayonne,, est un coureur cycliste français. Il évolue au niveau professionnel durant les années 1930. 

## Biographie
Gabriel Hargues passe professionnel en 1930. Durant cette saison, il remporte le Circuit de la Chalosse. L'année suivante, il participe au Tour de France en tant que touriste-routier. Il abandonne cependant dès la deuxième étape. 
Lors du Tour de Catalogne 1932, il se distingue en terminant deuxième d'une étape à Tortosa. Trois ans plus tard, il remporte le Circuit du Béarn. Il continue la compétition jusqu'à la fin des années 1930.

## Palmarès et résultats

### Palmarès par année
- 1928
  - 2e du Circuit de la Chalosse
  - 3e du Circuit du Marensin
- 1930
  - Circuit de la Chalosse
  - 2e de Bordeaux-Marseille
- 1931
  - 2e du Circuit des cols pyrénéens
- 1932
  - 2e du Circuit des cols pyrénéens
  - 8e de Paris-Tours
- 1933
  - Bordeaux-Toulouse-Bordeaux
  - 2e de Royan-Saint-Junien
  - 3e du Tour de Corrèze
- 1934
  - 3e du Circuit du Béarn
- 1935
  - Circuit du Béarn
  - 2e du Circuit de la Vienne
  - 2e du Circuit du Marensin
  - 3e de Bordeaux-Saintes
- 1937
  - Grand Prix Municipal de Saint-Aigulin
  - 2e du Circuit de la Chalosse
- 1938
  - Circuit du Marensin
  - 3e de Bordeaux-Pau

### Résultats sur les grands tours

#### Tour de France
1 participation
- 1931 : éliminé (2e étape)